# 옙 YH-J70
옙 YH-J70(Yepp YH-J70)은 삼성전자에서 2005년 7월 20일에 출시한 포터블 미디어 플레이어이다.